# Ichneumon castor
Ichneumon castor là một loài tò vò trong họ Ichneumonidae.